# Louise Galtier-Boissière
Pour les articles homonymes, voir Galtier et Boissière.
Louise Galtier-Boissière, née Louise Ménard à Paris 5e le 5 novembre 1866 et morte à Paris 7e le 31 décembre 1957, est une artiste peintre française de scènes de genre, de natures mortes et de fleurs.

## Biographie

### Famille et formation
Marie Geneviève Louise Alice Ménard naît à Paris le 5 novembre 1866. Elle est la fille du peintre René Joseph Ménard et de Cécile Charlotte Colas. Son frère aîné René Ménard, également peintre, la représente au pastel en 1897. La famille possède une maison à Barbizon, où, l'été, le père René Joseph et son frère Louis Ménard, homme de lettres et chimiste, initient les enfants au dessin sur le motif. Millet, « en sabots et blouse de paysan », y emmène les enfants Ménard admirer les plus beaux points de vue en forêt.
En mai 1887, Louise Ménard épouse le docteur Émile-Marie Galtier-Boissière, rencontré à Barbizon, et dont la sœur aînée Elisabeth Galtier-Boissiere est également artiste-peintre. Ils ont une fille Suzanne en 1888 et en 1891 un fils Jean qui sera dessinateur et pamphlétaire, créateur du Crapouillot,,. Après avoir élevé ses enfants, Louise se consacre avec passion à la peinture, tradition familiale.

### Carrière
Elle est élève de l'artiste décorateur Maurice Dufrène. Elle peint des scènes de genre et des natures mortes, des fleurs, des intérieurs, et produit des panneaux décoratifs. Elle expose de 1901 au moins à 1940. Par ses affinités, elle est proche de peintres indépendants tels que Charles Dufresne et Pierre Laprade ; elle est appréciée de Derain et Segonzac.
Elle rejoint le Salon de la Société nationale des beaux-arts en 1901 et y expose régulièrement jusqu'en 1922, elle en est membre du jury de peinture en 1906 et 1913 ; la critique y relève par exemple en 1912 dans ses fleurs une peinture d'« une incroyable virilité », et en 1914 dans ses natures mortes « des empâtements généreux, donnant un relief étonnant aux moindres objets ». Elle expose au Salon d'Automne dès 1903 (y est membre du jury en 1910), aux Indépendants en 1905, 1908, 1909 et 1939, au Salon des artistes français en 1910.
Elle réalise plusieurs expositions particulières à la galerie Georges Petit (avant-guerre, et en 1920 où elle présente une rétrospective de son œuvre de natures mortes et de fleurs, dans laquelle la critique relève « robustesse et sincérité »),,. Elle est à La Société Moderne de 1911 à 1922,,, et Robert Kemp y loue en 1913 sa touche hardie et son art de la composition. Elle expose à la Société des amis des arts de Bordeaux en 1913, 1919 (Le bouquet et Fruits d'automne, panneau décoratif) et jusqu'en 1931.
Elle est à la Société des femmes artistes chez Georges Petit en 1905 (Fillette au piano), 1906 (où la critique relève l'influence de Lucien Simon) et 1907 (Hortensias). De 1907 à 1913, elle contribue au collectif d'artistes femmes Les Quelques (Galerie des Artistes Modernes),. Elle participe à l'exposition des Travaux de la Femme de l'Union centrale des arts décoratifs en 1910, et en 1911 et 1920 participe au Salon des artistes décorateurs,. Elle est citée en 1911 parmi les artistes femmes de talent comme Charlotte Besnard, Hélène Dufau, Mary Cassatt, Louise Breslau, Lucie Cousturier ou Jacqueline Marval qui font le choix de ne pas exposer à l'Union des femmes peintres et sculpteurs, jugée peu novatrice. Elle expose à la Société des femmes artistes modernes (FAM) de 1934 à 1938.
Son mari meurt en 1919 à Barbizon.
En 1920, elle participe au groupe L'Essor, autour d'Aman-Jean. Elle rejoint le Salon des Tuileries de 1923 à 1940,, est à la galerie Armand Drouant en 1930, au Salon des artistes français en 1932, renoue avec la Nationale en 1933.
En 1925, elle fait partie de la Société de Saint-Jean pour l'encouragement de l'art chrétien.

On ne lui connaît pas de récompenses artistiques ni honorifiques, et elle ne semble pas avoir formé d'élèves ; son milieu bourgeois lui permet de ne pas dépendre des revenus d'un atelier, ni des systèmes de prix accordés par certains salons à Paris ou province. 
Après un exode dans le centre de la France en 1940 (« ma mère emporte 300 billets de mille francs cousus dans son corset […] et ses deux chattes grises […] Dans ma voiture la vaisselle d'argent de la famille monte jusqu'au plafond »), Louise Galtier-Boissière retrouve sa maison Les Pommiers à Barbizon, où elle résidera dès lors souvent, et où « elle vit en communauté libre avec ses bêtes ».
Elle meurt à Paris à l'âge de 91 ans à son domicile du 29 rue Vaneau, « ayant conservé toute sa lucidité et sa causticité »,. Elle est inhumée au cimetière du Montparnasse.

## Œuvres dans les collections publiques
- France
  - Musée des Beaux-Arts de Beaune : Les Bégonias (dépôt de l'État, 1913)[40],[21].
  - Un clavecin chez Mme Gausselin Lenôtre dans un intérieur bourgeois, toile exposée à Bordeaux en 1912[réf. nécessaire].
  - Cognac, Musée d'Art et d'Histoire : Intérieur (dépôt de l'État, 1908)[21].
  - Musée d'Arts de Nantes : Salon de campagne, SNBA 1906 (don du baron Henri de Rothschild)[41].
  - Paris, Centre national des arts plastiques :
    - Les Phlox, huile sur panneau (achat à l'artiste par l'État en 1912, prêt pour exposition à la galerie Georges Petit en 1920, dépôt au musée du Luxembourg en 1927, dépôt depuis 1947 au cabinet de Maurice Thorez, puis depuis 1952 dépôt dans une administration française ) ;
    - Zinias et raisins noirs, huile sur bois, 1917 (achat par l'État) ;
    - Roses de Noël, violettes, huile sur toile, salon de la Société moderne, 1920 (achat par l'État)[21].

  - Poitiers, Musée Sainte-Croix : Bouquet de fleurs et verseuse, huile sur carton, 1913 (don Eugénie Dubreuil, 2024)[42].
  - Rouen, Musée des Beaux-Arts : Vue d'un intérieur, huile sur isorel, 1909[43].
  - Saint-Denis (La Réunion), Musée Léon-Dierx : Intérieur, huile sur toile (don de l'artiste, 1914)[44].
- Lettonie
  - Riga, Ambassade de France : Anémones et coffre rouge, huile sur toile, SNBA, 1914 (achat par l'État, prêt pour exposition à la galerie Georges Petit en 1920)[21].

## Expositions rétrospectives
- Musée Sainte-Croix de Poitiers, 2024, exposition La Musée : une collection d’artistes femmes.